# Comico
comico是由韓國NHN Entertainment的子公司NHN comico開發、運營的智慧型手機漫畫、小說應用程式。除了日文版之外，亦有中文、韓文、泰文、西班牙文等本地化版本，提供日文版本的翻譯外、亦有該語言的原創漫畫。在將日文漫畫輸出至其他語言的同時，官方也曾將韓文、中文、泰文漫畫翻譯並於其他語言版本上發佈。
英語版、西語版、繁體中文版、法語版後續轉移至服務平台「POCKET COMICS」持續運作。

## 簡介
目前，除了手機應用程式版（支援iOS與Android的智慧型手機與一部分的平板電腦）之外，亦有可在電腦上使用的網頁版。日文版應用程式有超過 1000 萬次的下載次數。。漫畫基本上是縱向滑動、不分欄、全彩的形式。其特徵包含不註冊或不登入也能免費瀏覽，官方作品每日更新，有專為 comico 而創作的原創作品等。發佈作品最新話的同時也會公佈該作者的留言，也因讀者的留言而產生了獨特的社交網路。
登錄會員可透過每日登錄領取「租借券」，該電子券用於閱讀漫畫作品裡已開放「租借」選項的篇章話數。Comico平台發行的漫畫作品以女性向風格為主宗，但也不乏鎖定男性讀者客群的作品。
2015年4月下旬的大型更新中，新增了混合手機小說與 LINE 聊天畫面風格的輕小說「comicoノベル（comico小說）」功能。同年9月29日獲得了好設計獎。同年10月開始以雙葉社的漫畫系列「Action Comics comicoBOOKS」、小說系列「雙葉文庫comicoBOOKS」出版書籍形式的comico。2015年12月17日開始將作品區分為一般向的 comico 與成人向的 comico PLUS。日語版的comico PLUS在2018年9月12日終止服務。
2020年7月，英語版Comico轉移至服務平台「POCKET COMICS」，同年西語版Comico也轉移至平台「POCKET COMICS」。英語版「POCKET COMICS」後續將部份涉及18禁元素的連載漫畫，區分成「青少年修編版（YA Edition）」和僅限會員登入才能消費閱讀的18禁「Mature」版本。
2019年9月20日，台灣Comico停止部分台灣作品連載，並終止「【store】電子書」刊登及販售服務。。台灣Comico平台於2021年12月31日結束服務，轉移至平台「POCKET COMICS」。繁體中文版後續將部份涉及18禁元素的連載漫畫，區分成手機APP閱讀的APP版本和僅限使用網頁才能看見限制內容的網頁版。
2022年1月24日，「POCKET COMICS」推出法語服務平台。

## 收益
Comico並不使用網路廣告來作為收益，而是採用讀者付費和利用官方作品的知識產權來產生收益，如進行動畫化、販賣週邊商品、單行本、線上購買話數、或是 LINE 貼圖等媒體混合。另外，也會聯動公司經營的Hangame等來取得收益。與美國 Comico Comics 公司無資本關係，也沒有其他關係。另外，與曾經同屬 NHN PlayArt 公司的LINE亦無任何關係。

## 作品種類
日文版comico刊載的作品分為「Challenge作品」（日語：チャレンジ作品，台灣版comico翻譯為漫畫新手村）、「Best Challenge作品」（日語：ベストチャレンジ）、「官方作品」（日語：公式作品）三種類。各分類的作品間的差異如下。所有作品都有縱向滾動的共同點，而登入後的使用者也可以針對各話做評價。除了一部分連載結束的官方作品全話以及Challenge作品的作家提出刪除要求之外，過去的各話是不會被刪除的。
- Challenge作品

- 即使在其他地方公開過的作品也沒關係。以漫畫來說，並沒有限制格數。另外，不是完全的全彩也沒關係。小說版的話，文長約10000字的程度，不可以標上振假名，插畫的部分則必須有封面圖一張、角色圖20張、插圖10張以內。
- 註冊使用者之後任何人都能投稿。沒有更新的間隔的限制。
- 只有在 Web 版才能看到。使用者在各話進行的評分的平均值會在作品列表中顯示。

- Best Challenge作品

- 即使在其他地方公開過的作品也沒關係。以漫畫來說，一話的格數必須在15格以上。另外，雖然要求必須要是全彩，但comico PLUS中也承認一部分單色的內容。小說版的話，與Challenge作品的規定相同。
- comico PLUS中禁止色情內容。

- 官方作品(漫畫201件、小說53件，包含連載結束的作品、不包含活動作品)[16][17][18][19]

- 必須是完全的原創作品。以漫畫版來說，1話的格數必須在30格以上。另外，必須是全彩。小說版的話，一話的文長沒有 Best Challenge 中的規定，也可以使用振假名。
- 由星探邀請，找出 Best Challenge 作品中評價高的作品的作家來進行官方化（日語：公式化），也曾配合活動進行邀請。根據星期幾來分配各個作品，comico 會在連載日前一天的23點整時上傳新的漫畫，而comicoPLUS則是在連載日前一天的23時30分更新。
- 2015年12月時，comico可以在Web版及手機應用程式中閱讀。comicoPLUS則只能在手機應用程式中閱讀。作品列表中會有使用者對於最新話的評價的合計。作品列表中，會根據評價數來在星期中進行排序。
- 原稿費（每週一作品的話月薪約20萬日圓以上）由NHN comico進行支付。每年有兩次的帶薪休假，並有每年一次的健康檢查。
- 會有來自comico運營的支援，也會進行相關的媒體混合。
- comicoPLUS中除了五個官方作品（どろどろねっちょりランド、さんかくっ!、石塚ギャグ漫画物語、じぇねらるズワールド、信じるものはお金だけ）之外，幾乎所有的官方作品都是以租借券（日語：レンタルチケット）來限制72小時內閱讀，但在2016年3月的小更新中租借券的有效時間被延長到了192小時。另外，會不定期舉行一次完全免費一口氣閱讀的活動。

## 媒體混合作品
日文版 comico 中，除了單行本化、動畫化、電視影集化、舞臺化、電影化、comico小說的漫畫化之外，一部分的作品也有販售LINE貼圖、主題、週邊商品、發佈獨立 APP 等。

### 動畫化作品
官方作品內的動畫化作品列表。TV後括號內為播放的電視台。
| 作家名             | 原作名稱                                       | 動畫名稱                   | 媒體                             | 播放、配信開始日期                   |
| ------------------ | ---------------------------------------------- | -------------------------- | -------------------------------- | ------------------------------------ |
| 米と書いてめーとる | ナルどマ 閃開，讓最帥的來                      | ナルどマ                   | TV（關西電視台）                 | 2015年5月16日                        |
| 鈴尾粥             | 猫嫌いの家に生まれた猫好きが猫と暮らす絵日記   | 猫絵日記                   | TV（中京電視台）                 | 2015年8月1日                         |
| 雨川きゅう         | スーパーショートコミックス                     | スーパーショートコミックス | web                              | 2015年11月2日                        |
| くろせ             | ももくり 小桃小栗 Love Love物語                | ももくり                   | web、TV（TOKYO MX、BS11）        | Web：2015年12月24日 TV：2016年7月1日 |
| 夜宵草             | ReLIFE ReLIFE 重返17歲                         | ReLIFE                     | TV（TOKYO MX、BS11等）           | 2016年7月1日                         |
| 双又翔             | ナンバカ 黑白來看守所                          | ナンバカ                   | TV（MBS電視台等）                | 2016年10月5日                        |
| 渡辺敦子（Nab_At） | ピアシェーヴォレ! 〜piacevole〜 舌尖上的義大利 | ピアシェ〜私のイタリアン〜 | TV（TOKYO MX、SUN電視台）        | 2017年1月11日                        |
| 黒曜燐             | ネト充のススメ 網路勝利組                      | ネト充のススメ             | TV（TOKYO MX、讀賣電視台、AT-X） | 2017年10月9日                        |
| 空木かける         | ミイラの飼い方 小木乃伊到我家                  | ミイラの飼い方             | TV（TBS電視台、BS-TBS）          | 2018年1月11日                        |

### 電視影集化作品
官方作品中電視影集化的作品列表。TV後括號內為播放的電視台。
| 作家名   | 原作              | 影集名稱 | 媒體             | 播放、配信開始日期 |
| -------- | ----------------- | -------- | ---------------- | ------------------ |
| どーるる | こえ恋 戀聲情人夢 | こえ恋   | TV（東京電視台） | 2016年7月8日       |

### 舞臺劇化作品
官方作品中舞臺劇化的作品列表。
| 作家名 | 原作                   | 標題   | 上演期間  | 上演都市   | 主辦               |
| ------ | ---------------------- | ------ | --------- | ---------- | ------------------ |
| 夜宵草 | ReLIFE ReLIFE 重返17歲 | ReLIFE | 2016年9月 | 東京、大阪 | Avex Live Creative |

### 電影化作品
官方作品中電影化的作品列表。
| 作家名           | 原作                          | 電影標題       | 主演             | 導演     | 公開日        | 發行     |
| ---------------- | ----------------------------- | -------------- | ---------------- | -------- | ------------- | -------- |
| 澄川ボルボックス | 傷だらけの悪魔 藏在心中的惡魔 | 傷だらけの悪魔 | 足立梨花         | 山岸聖太 | 2017年2月     | KADOKAWA |
| 夜宵草           | ReLIFE ReLIFE 重返17歲        | ReLIFE         | 中川大志・平祐奈 | 古澤健   | 2017年4月15日 | 松竹     |

### 漫畫化作品
官方作品內漫畫化的作品列表。
| 作家名       | 原作                    | 漫畫標題                | 漫畫作者     | 刊載雜誌 | 出版社 |
| ------------ | ----------------------- | ----------------------- | ------------ | -------- | ------ |
| さなだはつね | そのボイス、有料ですか? | そのボイス、有料ですか? | 甘里シュガー | なかよし | 講談社 |

### 單行本化作品
官方作品中，單行本化的作品列表。單行本若為加註則為全彩。粗體字為comico PLUS中刊載的作品。
| 作家名                    | 作品名 （發表時的標題）                                                                  | 巻 數 | 語 言  | 發表開始日                  | 出版社                              | 備註                   | ISBN                                          |
| 漫畫                      | 漫畫                                                                                     | 漫畫  | 漫畫   | 漫畫                        | 漫畫                                | 漫畫                   | 漫畫                                          |
| ------------------------- | ---------------------------------------------------------------------------------------- | ----- | ------ | --------------------------- | ----------------------------------- | ---------------------- | --------------------------------------------- |
| 夜宵草                    | ReLIFE ReLIFE 重返17歲                                                                   | 1     | 日本   | 2014年8月12日               | EARTH STAR Entertainment            | 650圓、B6              | ISBN 978-4-8030-0595-0                        |
| 夜宵草                    | ReLIFE ReLIFE 重返17歲                                                                   | 2     | 日本   | 2014年11月12日              | EARTH STAR Entertainment            | 650圓、B6              | ISBN 978-4-8030-0619-3                        |
| 夜宵草                    | ReLIFE ReLIFE 重返17歲                                                                   | 3     | 日本   | 2015年3月28日               | EARTH STAR Entertainment            | 650圓、B6              | ISBN 978-4-8030-0690-2                        |
| 夜宵草                    | ReLIFE ReLIFE 重返17歲                                                                   | 4     | 日本   | 2015年8月12日               | EARTH STAR Entertainment            | 650圓、B6              | ISBN 978-4-8030-0757-2                        |
| 夜宵草                    | ReLIFE ReLIFE 重返17歲                                                                   | 5     | 日本   | 2016年2月12日               | EARTH STAR Entertainment            | 650圓、B6              | ISBN 978-4-8030-0861-6                        |
| 夜宵草                    | ReLIFE ReLIFE 重返17歲                                                                   | 6     | 日本   | 2016年8月12日               | EARTH STAR Entertainment            | 650圓、B6              | ISBN 978-4-8030-0941-5                        |
| simico                    | ニャンだ！あいつ～しみことトモヱのビミョーな関係～ （しみことトモヱ） 小斑小巴的日常生活 | 1     | 日本   | 2014年9月16日               | PHP研究所                           | 一部分彩色、1000圓、A5 | ISBN 978-4-569-82065-1                        |
| simico                    | しみことトモヱ（文庫版） 小斑小巴的日常生活                                              | 1     | 日本   | 2015年11月4日               | PHP研究所                           | 750圓、文庫大小        | ISBN 978-4-569-76445-0                        |
| simico                    | しみことトモヱ（文庫版） 小斑小巴的日常生活                                              | 2     | 日本   | 2016年8月2日                | PHP研究所                           | 750圓、文庫大小        | ISBN 978-4-569-76592-1                        |
| 吉沢深雪                  | artist ベレーちゃん                                                                      | 1     | 日本   | 2014年11月14日              | 講談社                              | 1200圓、四六判         | ISBN 978-4-06-219213-2                        |
| 米と書いてめーとる        | ナルどマ 閃開，讓最帥的來                                                                | 1     | 日本   | 2015年1月23日               | KADOKAWA（B's-LOG Comics）          | 694圓、B6              | ISBN 978-4-04-730134-4                        |
| 米と書いてめーとる        | ナルどマ 閃開，讓最帥的來                                                                | 2     | 日本   | 2015年11月12日              | NHN comico                          | 740圓、B6              | ISBN 978-4-575-84715-4                        |
| ココなし。                | 保留荘の奴ら 保留莊的殺人鬼                                                              | 1     | [ 32 ] | 2015年1月23日 2016年7月12日 | KADOKAWA（MFコミックス） NHN comico | 694圓、B6 740圓、B6    | ISBN 978-4-04-067359-2 ISBN 978-4-575-84823-6 |
| ココなし。                | 保留荘の奴ら 保留莊的殺人鬼                                                              | 2     | 日本   | 2016年7月12日               | NHN comico                          | 740圓、B6              | ISBN 978-4-575-84824-3                        |
| 黒曜燐                    | ネト充のススメ 網路勝利組                                                                | 1     | 日本   | 2015年2月14日               | KADOKAWA（MF Comics）               | 694圓、B6              | ISBN 978-4-04-067361-5                        |
| 黒曜燐                    | ネト充のススメ 網路勝利組                                                                | 2     | 日本   | 2015年7月23日               | KADOKAWA（MF Comics）               | 694圓、B6              | ISBN 978-4-04-067730-9                        |
| 沙嶋カタナ                | 咲くは江戸にもその素質 江戶盛開的腐花                                                    | 1     | 日本   | 2015年2月14日               | KADOKAWA（B's-LOG Comics）          | 694圓、B6              | ISBN 978-4-04-730135-1                        |
| 沙嶋カタナ                | 咲くは江戸にもその素質 江戶盛開的腐花                                                    | 2     | 日本   | 2015年10月10日              | NHN comico                          | 740圓、B6              | ISBN 978-4-575-84701-7                        |
| 沙嶋カタナ                | 咲くは江戸にもその素質 江戶盛開的腐花                                                    | 3     | 日本   | 2015年12月12日              | NHN comico                          | 740圓、B6              | ISBN 978-4-575-84725-3                        |
| 鈴尾粥                    | 猫絵日記 （猫嫌いの家に生まれた猫好きが猫と暮らす絵日記）                                | 1     | 日本   | 2015年8月5日                | PHP研究所                           | 700圓、文庫判          | ISBN 978-4-569-76349-1                        |
| 鈴尾粥                    | ほしねこ アラサー干物女ですが、猫にまみれて生きている猫絵日記 （猫絵日記）               | 2     | 日本   | 2016年5月2日                | PHP研究所                           | 740圓、文庫判          | ISBN 978-4-569-76531-0                        |
| Nab_at                    | ピアシェ ～私のイタリアン～ （ピアシェーヴォレ！ ～piacevole～）                         | 1     | 日本   | 2015年9月11日               | アース・スター エンターテイメント   | 694圓、B6              | ISBN 978-4-8030-0774-9                        |
| くろせ                    | ももくり 小桃小栗 Love Love物語                                                          | 1     | 日本   | 2015年9月11日               | アース・スター エンターテイメント   | 694圓、B6              | ISBN 978-4-8030-0773-2                        |
| くろせ                    | ももくり 小桃小栗 Love Love物語                                                          | 2     | 日本   | 2016年2月12日               | アース・スター エンターテイメント   | 694圓、B6              | ISBN 978-4-8030-0862-3                        |
| くろせ                    | ももくり 小桃小栗 Love Love物語                                                          | 3     | 日本   | 2016年7月12日               | アース・スター エンターテイメント   | 694圓、B6              | ISBN 978-4-8030-0928-6                        |
| とよのきつね。            | いつでもイヅル荘 見鬼莊物語                                                              | 1     | 日本   | 2015年10月10日              | アース・スター エンターテイメント   | 750圓、B6              | ISBN 978-4-8030-0796-1                        |
| 澄川ボルボックス          | 傷だらけの悪魔 藏在心中的惡魔                                                            | 1     | 日本   | 2015年10月10日              | NHN comico                          | 740圓、B6              | ISBN 978-4-575-84698-0                        |
| セイ                      | パステル家族 粉愛這一家                                                                  | 1     | 日本   | 2015年10月10日              | NHN comico                          | 740圓、B6              | ISBN 978-4-575-84699-7                        |
| セイ                      | パステル家族 粉愛這一家                                                                  | 2     | 日本   | 2016年4月12日               | NHN comico                          | 740圓、B6              | ISBN 978-4-575-84779-6                        |
| セイ                      | パステル家族 粉愛這一家                                                                  | 3     | 日本   | 2016年10月12日              | NHN comico                          | 740圓、B6              |                                               |
| 柚子ゆ                    | らぶコネクタ! -Love Connector- （らぶコン! -Love Connector-） 求愛神器-Love Connector-   | 1     | 日本   | 2015年10月10日              | アース・スター エンターテイメント   | 750圓、B6              | ISBN 978-4-8030-0798-5                        |
| りょく                    | 和おん! 我的汪汪男友                                                                     | 1     | 日本   | 2015年10月10日              | NHN comico                          | 740圓、B6              | ISBN 978-4-575-84700-0                        |
| りょく                    | 和おん! 我的汪汪男友                                                                     | 2     | 日本   | 2015年12月12日              | NHN comico                          | 740圓、B6              | ISBN 978-4-575-84724-6                        |
| 猫月                      | 魔法少女ミサ 魔法少女美莎                                                                | 1     | 日本   | 2015年10月20日              | あまとりあ社                        | 650圓、B6              | ISBN 978-4-8704-2445-6                        |
| 世叛（原作） 西造（作畫） | 遠くの日には青く 藏青色回憶                                                              | 1     | 日本   | 2015年10月30日              | 一迅社                              | 926圓、A5              | ISBN 978-4-7580-1464-9                        |
| 世叛（原作） 西造（作畫） | 遠くの日には青く 藏青色回憶                                                              | 2     | 日本   | 2016年5月11日               | 一迅社                              | 926圓、A5              | ISBN 978-4-7580-1501-1                        |
| チョモランマ服部          | 今週のかなでさん                                                                         | 1     | 日本   | 2015年11月12日              | NHN comico                          | 740圓、B6              | ISBN 978-4-575-84714-7                        |
| 双又翔                    | ナンバカ 黑白來看守所                                                                    | 1     | 日本   | 2015年11月12日              | NHN comico                          | 740圓、B6              | ISBN 978-4-575-84713-0                        |
| 双又翔                    | ナンバカ 黑白來看守所                                                                    | 2     | 日本   | 2016年5月12日               | NHN comico                          | 740圓、B6              | ISBN 978-4-575-84794-9                        |
| 双又翔                    | ナンバカ 黑白來看守所                                                                    | 3     | 日本   | 2016年9月12日               | NHN comico                          | 740圓、B6              |                                               |
| コモンクロッド            | 5evils 魔物戰士                                                                          | 1     | 日本   | 2016年1月12日               | NHN comico                          | 740圓、B6              | ISBN 978-4-575-84737-6                        |
| 空木かける                | ミイラの飼い方 小木乃伊到我家                                                            | 1     | 日本   | 2016年2月12日               | NHN comico                          | 740圓、B6              | ISBN 978-4-575-84750-5                        |
| 空木かける                | ミイラの飼い方 小木乃伊到我家                                                            | 2     | 日本   | 2016年7月12日               | NHN comico                          | 740圓、B6              | ISBN 978-4-575-84822-9                        |
| どーるる                  | こえ恋 戀聲情人夢                                                                        | 1     | 日本   | 2016年6月11日               | NHN comico                          | 740圓、B6              | ISBN 978-4-575-84809-0                        |
| どーるる                  | こえ恋 戀聲情人夢                                                                        | 2     | 日本   | 2016年8月12日               | NHN comico                          | 740圓、B6              | ISBN 978-4-575-84836-6                        |
| はるかわ陽                | 乙女的シンドローム 少女心症候群                                                          | 1     | 日本   | 2016年7月30日               | 一迅社                              | 740圓、B6              | ISBN 978-4-7580-1520-2                        |
| 北大路みみ                | On the way to Living Dead 活屍路上                                                       | 1     | 日本   | 2016年5月25日               | 一迅社                              | 1200圓、A5             | ISBN 978-4-7580-3194-3                        |
| もやし125                 | つくもつくつくつくつくも 付喪神異聞譚                                                    | 1     | 日本   | 2016年9月30日               | 一迅社                              | 1200圓、A5             |                                               |
| 飛世                      | 坊ちゃんとメイド 少爺與女僕                                                              | 1     | 日本   | 2016年10月22日              | KADOKAWA                            | 740圓、B6              |                                               |
| くちなし                  | ロヂウラくらし 小巷時光                                                                  | 1     | 日本   | 2016年10月22日              | KADOKAWA                            | 740圓、B6              |                                               |
| にしださとこ              | ぼくらのじかん。 童童日記                                                                | 1     | 日本   | 2016年10月22日              | KADOKAWA                            | 740圓、B6              |                                               |
| 小說                      |                                                                                          |       |        |                             |                                     |                        |                                               |
| 櫻木れが                  | 彼氏くんと彼女ちゃん                                                                     | 1     | 日本   | 2015年11月12日              | NHN comico                          | 583圓、文庫判          | ISBN 978-4-575-51830-6                        |
| つばこ                    | 天才クソ野郎の事件簿                                                                     | 1     | 日本   | 2015年12月12日              | NHN comico                          | 611圓、文庫判、304頁   | ISBN 978-4-575-51853-5                        |
| door                      | 鵺の鳴く夜が明けるまで                                                                   | 1     | 日本   | 2016年1月12日               | NHN comico                          | 676圓、文庫判          | ISBN 978-4-575-51861-0                        |
| さなだはつね              | そのボイス、有料ですか?                                                                  | 1     | 日本   | 2016年10月22日              | KADOKAWA                            | B6判                   |                                               |

### 小說作品
官方的線上小說作品。會向作家支付原稿費。（金額不明）實際上上線日為2015年4月24日，但在上線日的同時開始連載的作品，初次更新日顯示的是一週前的日期。
目前只有日文版有小說作品。
| 連載星期 | 作家名         | 作品名                                         | 連載開始日    |
| -------- | -------------- | ---------------------------------------------- | ------------- |
| 星期一   | ウメ種         | 雨の日の物語                                   | 2015年4月19日 |
| 星期一   | 紙吹みつ葉     | ガラスの靴の選び方                             | 2015年4月19日 |
| 星期一   | 谷崎央佳       | 少女よ、我汝を仰ぎ望む                         | 2015年4月19日 |
| 星期一   | 若栗           | チェンジトリック                               | 2015年4月19日 |
| 星期一   | 水河           | キリヅキの源 ―妖追跡録―                        | 2015年4月19日 |
| 星期二   | 北海ジョージ   | ヴァンP                                        | 2015年4月20日 |
| 星期二   | killy          | それは私                                       | 2015年4月20日 |
| 星期二   | 相澤りょう     | ブライダル戦記                                 | 2015年4月20日 |
| 星期二   | 矢口武         | 『妄想』×『妄想』＝『∞』なのです！             | 2015年4月20日 |
| 星期二   | 山口洋一       | 甲翼のパシフィック                             | 2015年4月20日 |
| 星期三   | 思井まぶた     | いけないこと                                   | 2015年4月21日 |
| 星期三   | 黛カンナ       | 椿の如く                                       | 2015年4月21日 |
| 星期三   | 餅月望         | 月虹の教室                                     | 2015年4月21日 |
| 星期三   | 望都道ジロ     | 電境のアルター                                 | 2015年4月21日 |
| 星期三   | 柴井貫喜常     | 双葉博士の動物日誌                             | 2015年4月21日 |
| 星期四   | 千穐こけら     | 見鬼眼 幽明の少年                              | 2015年4月22日 |
| 星期四   | 麻日珱         | らつくはらんす                                 | 2015年4月22日 |
| 星期四   | 渡矢シキ       | レプリカントの噓                               | 2015年4月22日 |
| 星期四   | たかなしちよこ | 五臓六腑をちょっとだけ                         | 2015年4月22日 |
| 星期四   | 山口誠         | 探偵部の非日常的な日常                         | 2015年4月22日 |
| 星期五   | 鳥村居子       | 卵憑ノ巫女                                     | 2015年4月23日 |
| 星期五   | 合成酵素       | -実験体の冒険-                                 | 2015年4月23日 |
| 星期五   | door           | 鵺の鳴く夜が明けるまで                         | 2015年4月23日 |
| 星期五   | 亜夷舞モコ     | オニごっこ ～まっくろな猫は、彼女を想ふ～      | 2015年4月23日 |
| 星期五   | 飛十シゲル     | マインドダーク                                 | 2015年4月23日 |
| 星期六   | つばこ         | 天才クソ野郎の事件簿                           | 2015年4月17日 |
| 星期六   | あきさかあさひ | ラクチェ・サーガ                               | 2015年4月17日 |
| 星期六   | きっき         | wani                                           | 2015年4月17日 |
| 星期六   | 冬瀬穂琉       | あたっちめんとラヴァーズ                       | 2015年4月17日 |
| 星期六   | さかもとゆかり | 猫腹チャック                                   | 2015年4月17日 |
| 星期日   | 藤春都         | 信長スマホライフ                               | 2015年4月18日 |
| 星期日   | 野島けんじ     | あしたこそは、いいパーティーと出会えますように | 2015年4月18日 |
| 星期日   | 若 命          | 甘味処ななふく――お客様は神様です               | 2015年4月18日 |
| 星期日   | クスノキシュウ | シャウラの花                                   | 2015年4月18日 |
| 星期日   | 櫻木れが       | 彼氏くんと彼女ちゃん                           | 2015年4月18日 |

### 官方合作

#### 台灣
- 手機遊戲 打工吧!便利商店 中出現《魔氣Attack！》[37]、《魔兔奇瞎傳》[38]、《負債魔王》[39]、《愛情靈藥調配中》[40]、《W》[41]、《魔王經紀人》[42]等漫畫作品的人物，並且會贈送遊戲虛擬寶物等。

## 沿革
| 日期                                          | 内容 |
| --------------------------------------------- | --- |
| 2013年10月17日                                | 日文 Web 版上線                                                                                                  |
| 2013年10月31日                                | 日文 APP 版上線                                                                                                  |
| 2013年12月9日                                 | comico開始徵求「Challenge 作品」                                                                                 |
| 2014年5月1日                                  | comico「Best Challenge 作品」也能在 APP 中閱讀了。                                                               |
| 2014年5月22日                                 | 開始販售官方作品的官方週邊商品（當時並非直營，而是委託了ClubT）                                                  |
| 2014年7月2日                                  | 台灣版上線。除了翻譯日本的官方漫畫之外，也僱用了當地的漫畫家                                                     |
| 2014年7月29日                                 | 與Pixiv股份有限公司運營的pixiv聯動（之後解除了與pixivID的聯動）                                                  |
| 2014年8月1日                                  | 開始播放由桃色幸運草Z演出的電視廣告                                                                              |
| 2014年9月19日                                 | 結束了委託ClubT販賣的官方作品的官方週邊商品                                                                      |
| 2014年10月14日                                | 韓國版上線 |
| 2015年1月19日                                 | 官方作品的官方週邊商品的販售以直營的形式再次上線                                                                 |
| 2015年4月24日                                 | 隨著 APP版的 comico 的更新，「comico小說」上線                                                                   |
| 2015年5月21日                                 | 開始募集小說版「Challenge作品」                                                                                  |
| 2015年6月1日                                  | APP 版的 comico 突破了 1000 萬次的下載次數                                                                       |
| 2015年10月1日                                 | 隨著 APP版 comico 的大型更新，加入了追加應援按鈕（日語：追加応援ポイント）制度                                   |
| 2015年10月2日                                 | APP 版的 comico 發生了個人資料洩漏時間。當日一整天停止服務。                                                     |
| 2015年11月12日                                | 隨著 APP 版的 comico 更新，「comico小說」的官方作品新增了切換對話氣泡的顯示功能                                  |
| 2015年11月12日                                | comico PLUS 開始募集「Challenge作品」                                                                            |
| 2015年11月17日                                | 發表了 comico PLUS 第1彈官方作家以及官方作品                                                                     |
| 2015年11月25日                                | 發表了 comico PLUS 第2彈官方作家以及官方作品                                                                     |
| 2015年12月1日                                 | 隨著準備 comico PLUS 的釋出，更改了追加應援按鈕的價格                                                            |
| 2015年12月9日                                 | 發表了 comico PLUS 第3彈官方作家以及官方作品                                                                     |
| 2015年12月17日                                | 日文版 comico PLUS 上線                                                                                          |
| 2015年12月24日                                | APP 版 comico PLUS 的下載數突破100萬次                                                                           |
| 2015年12月24日                                | APP版 comico 中放送動畫版的小桃小栗 Love Love物語第 1 話                                                         |
| 2016年1月8日                                  | comico PLUS官方4作品由於違反了Play商店、AppStore的政策，故移到了 Web 版的 comico PLUS Web 版 comico PLUS β版公開 |
| 2016年2月1日                                  | 泰文版上線。當前只有 Web 版以及Android版                                                                         |
| 2016年2月4日                                  | 隨著 APP 版 comico 的更新，加上了小桃小栗 Love Love物語頻道                                                      |
| 2016年2月13日（iOS） 2016年2月19日（Android） | 隨著 APP 版的 comico PLUS 的更新，新增了可選擇免費閱讀與付費閱讀的功能                                           |
| 2016年3月28日（iOS） 2016年3月30日（Android） | 隨著 APP 版的 comico PLUS 更新，租借券的有效期限從 3 天延長至 8 天。                                             |
| 2016年4月21日                                 | Web 版的 comico PLUSβ 版本結束公開 Web 版 comico PLUS 正式上線。當前只支援智慧型手機、平板電腦的設備             |
| 2016年4月28日                                 | 中國大陸版上線。當前只有 Web 版與 Android 版。                                                                   |
| 2016年6月2日                                  | 台灣版 comico 榮獲Google Play精選APP為工具類推薦第一名。                                                         |
| 2016年6月15日                                 | 隨著 APP 版 comico 的更新，為了準備ReLIFE頻道，重新調整了小桃小栗 Love Love物語頻道的設計                        |
| 2016年6月23日                                 | APP 版 comico 的下載數在 5 個國家／地區中累計突破 2000 萬                                                        |
| 2016年6月24日                                 | 隨著 APP 版 comico 的更新，加上了ReLIFE頻道                                                                      |
| 2016年7月8日                                  | 隨著 APP 版 comico 的更新，加上了戀聲情人夢頻道                                                                  |
| 2016年7月31日                                 | APP 版 comico 中發生了一部分的使用者個人資料洩漏                                                                 |
| 2016年8月10日                                 | Web 版 comico PLUS 中新增了 PC 版                                                                                |
| 2017年5月10日                                 | 國際版上線。當前僅提供西班牙文。                                                                                 |
| 2019年9月                                     | 結束台灣作品的連載以及「store」電子書刊登及販售服務。至於原先已進入休刊的作品將不再復刊。                        |
| 2021年3月30日                                 | 公告小說版預訂於2021年10月27日結束服務。                                                                         |

## 線下會
針對讀者（日本國內使用者）為對象的線下會「comico支持者派對（日語：comicoサポーターズパーティ）」會在日本全國各地不定期舉行，提供與 NHN comico 全社員（截至 2015 年 9 月為止是 NHN PlayArt、comico Section Team）、官方作家團隊的交流。

### 舉辦記錄
| 回 | 舉辦日期       | 舉辦地點         | 参加資格                                                           | 備註                                                                      |
| -- | -------------- | ---------------- | ------------------------------------------------------------------ | ------------------------------------------------------------------------- |
| 1  | 2014年 9月27日 | 現居東京都涉谷區 | 關東地方，年滿 20 歲以上不限性別                                   | 需要身份證明文件                                                          |
| 2  | 10月11日       | 現居東京都涉谷區 | 現居關東地方且就讀初中、高中，不限年齡、性別                       | 就讀特別支援學校中學部、高等部以及高等專門學校也可以                      |
| 3  | 11月8日        | 大阪府大阪市     | 現居關西地方，就讀初中、高中不限年齡、性別                         | 就讀特別支援學校中學部、高等部以及高等專門學校也可以 至多可攜帶一名同行者 |
| 4  | 12月13日       | 福岡県福岡市     | 現居九州、沖縄地方，初中以上不限性別                               | 未成年者需要監護人同意                                                    |
| 5  | 2015年 2月28日 | 宮城県仙台市     | 現居東北地方，20 歲以上不限性別                                    | -                                                                         |
| 6  | 4月25日        | 富山縣富山市     | 現居北陸地方，小學以上不限性別                                     | 小學生（包含特別支援學校小學部）需要監護人同行                            |
| 7  | 6月13日        | 東京都港區       | 現居關東地方，初中以上                                             | 需要身份證明文件 區分為男女制兩部制的ももくりオンリー                     |
| 8  | 8月1日         | 高知縣高知市     | 現居四國地方，20歲以上不限性別                                     | 需要身份證明文件 至多可攜帶一名同行者，不限年齡、性別                     |
| 9  | 9月26日        | 東京都港區       | 現居關東地方，初中以上不限性別                                     | comicoノベルオンリー                                                      |
| 10 | 10月3日        | 神奈川縣横浜市   | 現居關東地方，初中以上不限性別                                     | ドッジボール大会                                                          |
| 11 | 11月1日        | 東京都涉谷區     | 現居關東地方，18歲以上不限性別                                     | 清掃ボランティア                                                          |
| 12 | 11月3日        | 沖縄縣那覇市     | 九州、沖繩地方，不限年齡、性別                                     | サプライズイベント                                                        |
| 13 | 11月3日        | 北海道千歳市     | 現居北海道，不限年齡、性別                                         | サプライズイベント                                                        |
| 14 | 2016年 3月5日  | 青森県青森市     | 現居東北地方，不限年齡、性別                                       | 需要身份證明文件 至多可攜帶一名同行者                                     |
| 15 | 4月2日         | 東京都港區       | 初中以上不限性別，且一次購入動畫版小桃小栗 Love Love物語第四話以後 | 需要身份證明文件 スィーツパーティ                                         |
| 16 | 7月3日         | 神奈川縣川崎市   | 現居關東地方，不限年齡、性別                                       | 需要身份證明文件 至多可攜帶一名同行者 未成年者需要監護人同意              |

## 海外版
comico在日本上線後，先後上線了台灣版、韓語版、泰語版、西班牙語版。與日文版的差異如下：
- 基本上會僱用當地的作家，連載當地的作品。新作家的募集是通過郵件來進行的。另外，各語言會有一部分的作品被翻譯並於其他語言版本中刊載。
- 只會刊載日文版的「漫畫版官方作品」。
- 韓語版 APP 版與 comicoPLUS 相同，作品最新的 3 話左右是需要付費閱讀的。

## 作品排行榜
Comico與後續服務平台「Pocket Comics」固定每日於網站首頁更新作品排行榜，其中「今日人氣榜」為網站依據24小時內漫畫作品銷量列出的排行名單；「趨勢榜」則是與前一週相比當紅漫畫銷量增加數的排行；「類型榜」則是各類型漫畫作品依據銷量進行排名的名冊。英語版「Pocket Comics」額外增設作品銷量超過一百萬的漫畫名單排行版。

## 縱向彩色條漫賞
日語版comico自從2015年起，開始舉辦針對縱向彩色條漫頒發的漫畫獎項，每年度的競爭者資格、參賽主題、參選作品內容長短因主辦單位規定而異。

## 相似網站
- LINE Webtoon

## 引用來源
1. ↑  .   [2014-06-15]. （原始内容存档于2014-07-02） （日语）.
2. ↑  .   [2013-11-03]. （原始内容存档于2013-11-03） （日语）.
3. ↑  .   [2015-07-24]. （原始内容存档于2015-07-24） （日语）.
4. ↑  .   [2014-06-21]. （原始内容存档于2014-06-14） （日语）.
5. ↑  .   [2013-11-11]. （原始内容存档于2013-10-22） （日语）.
6. ↑  .   [2016-08-24]. （原始内容存档于2014-04-18） （日语）.
7. ↑  .   [2022-12-27]. （原始内容存档于2023-10-18） （日语）.
8. ↑  .   [2023-09-17]. （原始内容存档于2023-10-07）.
9. ↑  .   [2023-09-17]. （原始内容存档于2023-10-07）.
10. ↑  .   [2019-09-03]. （原始内容存档于2019-09-03） （中文（臺灣））.
11. ↑  .   [2021-12-26]. （原始内容存档于2022-12-07） （中文（臺灣））.
12. ↑  .   [2023-10-08]. （原始内容存档于2022-05-21）.
13. ↑  .   [2014-07-01]. （原始内容存档于2014-06-28） （日语）.
14. ↑  .   [2014-09-12]. （原始内容存档于2014-09-08） （日语）.
15. ↑  .   [2014-05-16]. （原始内容存档于2014-05-17） （日语）.
16. ↑  .   [2015-08-10]. （原始内容存档于2015-07-29） （日语）.
17. ↑  .   [2015-08-10]. （原始内容存档于2015-08-06） （日语）.
18. ↑  .   [2015-08-10]. （原始内容存档于2015-07-29） （日语）.
19. ↑  .   [2015-08-10]. （原始内容存档于2015-08-24） （日语）.
20. ↑  .   [2016-08-25]. （原始内容存档于2015-09-23） （日语）.
21. ↑  .   [2016-08-25]. （原始内容存档于2015-09-23） （日语）.
22. ↑  .   [2016-08-25]. （原始内容存档于2016-12-09） （日语）.
23. ↑  .   [2016-08-25]. （原始内容存档于2015-10-02） （日语）.
24. ↑  .   [2014-10-08]. （原始内容存档于2014-10-11） （日语）.
25. ↑  即使租借券用完了也可以付費瀏覽
26. ↑  .   [2014-12-24]. （原始内容存档于2014-12-21） （日语）.
27. ↑  .   [2015-01-25]. （原始内容存档于2015-02-03） （日语）.
28. ↑  .   [2015-02-23]. （原始内容存档于2015-02-22） （日语）.
29. ↑  .   [2015-08-10]. （原始内容存档于2015-08-24） （日语）.
30. ↑  .   [2015-08-10]. （原始内容存档于2015-08-24）.
31. ↑  僅第5巻、第6巻有安利美特限定版（2103圓、B6（第5巻）、1647圓、B6（第6巻））。
32. ↑  日文版下段為新裝版。
33. ↑  僅第2巻、第3巻有安利美特限定版（994圓、B6（第2巻・第3巻））
34. ↑  到2015年8月為止
35. ↑  第1巻、第2巻有安利美特限定版（1040圓、B6（第1巻）、1640圓、B6（第2巻））。
36. ↑  第1巻、第2巻有安利美特限定版（1140圓、B6（第1巻）、1240圓、B6（第2巻））。
37. ↑  .   [2016-07-16]. （原始内容存档于2016-08-16） （中文（臺灣））.
38. ↑  .   [2016-07-16]. （原始内容存档于2016-08-09） （中文（臺灣））.
39. ↑  .   [2016-07-16]. （原始内容存档于2016-07-01） （中文（臺灣））.
40. ↑  .   [2016-08-19]. （原始内容存档于2016-08-29） （中文（臺灣））.
41. ↑  .   [2016-08-19]. （原始内容存档于2016-08-09） （中文（臺灣））.
42. ↑  .   [2016-08-19]. （原始内容存档于2016-08-20） （中文（臺灣））.
43. ↑  .   [2016-08-25]. （原始内容存档于2015-11-17） （日语）.
44. ↑  .   [2014-06-15]. （原始内容存档于2014-07-14） （日语）.
45. ↑  .   [2014-07-02]. （原始内容存档于2014-07-14） （日语）.
46. ↑  .   [2014-07-31]. （原始内容存档于2014-08-08） （日语）.
47. ↑  .   [2014-08-10]. （原始内容存档于2014-08-10） （日语）.
48. ↑  .   [2014-08-10]. （原始内容存档于2014-08-12） （日语）.
49. ↑  .   [2015-02-03]. （原始内容存档于2014-12-24） （日语）.
50. ↑  .   [2015-02-27]. （原始内容存档于2015-02-26） （日语）.
51. ↑  .   [2015-02-03]. （原始内容存档于2015-02-03） （日语）.
52. ↑  .   [2015-04-25]. （原始内容存档于2015-10-05） （日语）.
53. ↑  .   [2015-07-24]. （原始内容存档于2015-07-24） （日语）.
54. ↑  .   [2015-08-10]. （原始内容存档于2018-08-05） （日语）.
55. ↑  .   [2015-10-10]. （原始内容存档于2015-11-24） （日语）.
56. ↑  .   [2015-10-10]. （原始内容存档于2016-01-28）.
57. ↑  .   [2016-08-25]. （原始内容存档于2016-08-27） （日语）.
58. ↑  .   [2016-08-22]. （原始内容存档于2016-08-26） （日语）.
59. ↑  .   [2016-08-22]. （原始内容存档于2016-08-27） （日语）.
60. ↑  .   [2016-07-17]. （原始内容存档于2016-07-21）.
61. ↑  . comico. 2019-09-23 11:50  [2019-10-10]. （原始内容存档于2019-10-10）.
62. ↑  . www.comico.jp. 2021-03-30  [2021-05-21]. （原始内容存档于2021-05-21） （日语）.
63. ↑  . Pocket Comics.   [2023-10-18] （中文（臺灣））.
64. ↑  . Comico.   [2023-10-18] （日语）.

## 外部連結
- （日語）Comico 日本官方網站（页面存档备份，存于）
- （日語）會員限定成人版comico（旧comico PLUS）（页面存档备份，存于）
- （繁體中文）Comico 台灣官方網站（页面存档备份，存于）
- Comico 韓國官方網站（页面存档备份，存于）
- （泰文）Comico 泰國官方網站（页面存档备份，存于）
- （西班牙文）Comico 國際官方網站
- （英文）英語版POCKET COMICS官方網站（页面存档备份，存于）
- （繁體中文）繁體中文版POCKET COMICS官方網站（页面存档备份，存于）
- （法文）法語版POCKET COMICS官方網站（页面存档备份，存于）